# Río Mau (afluente del Voga)
El río Mau es un río del oeste de la península ibérica que discurre por el distrito de Aveiro, en Portugal. 

## Curso
El Mau nace en la sierra de Arestal, parroquia de Dornelas (Sever do Vouga) con la designación de río Bom hasta la parroquia de Silva Escura cerca de la Cascada de Cabreia. Aguas abajo el Mau desemboca en el río Vouga en el lugar de Foz, tras de recorrer 12,7 kilómetros.